# Lagynochthonius minimus
Espèce
Lagynochthonius minimus est une espèce de pseudoscorpions de la famille des Chthoniidae.

## Distribution
Cette espèce est endémique du Yunnan en Chine. Elle se rencontre dans le xian de Xichou dans la grotte Yanfen et la grotte Cizhu.

## Description
Les mâles mesurent de 0,98 à 1,23 mm et les femelles de 1,28 à 1,30 mm.

## Systématique et taxinomie
Cette espèce a été décrite par Hou, Gao et Zhang en 2022.

## Publication originale
- Hou, Gao & Zhang, 2022 : « Diversity of cave-dwelling pseudoscorpions from eastern Yunnan in China, with the description of eleven new species of the genus Lagynochthonius (Pseudoscorpiones, Chthoniidae). » Zootaxa, no 5198(1), p. 1–65.